# Stelis levicula
Stelis levicula är en orkidéart som beskrevs av Carlyle August Luer. Stelis levicula ingår i släktet Stelis och familjen orkidéer. Inga underarter finns listade i Catalogue of Life.